# Xã Boy Lake, Quận Cass, Minnesota
Xã Boy Lake (tiếng Anh: Boy Lake Township) là một xã thuộc quận Cass, tiểu bang Minnesota, Hoa Kỳ. Năm 2010, dân số của xã này là 256 người.